# Карандайкаси
Карандайка́си (рос. Карандайкасы, чув. Карантай) — присілок у складі Чебоксарського району Чувашії, Росія. Входить до складу Сірмапосинського сільського поселення.
Населення — 325 осіб (2010; 321 у 2002).
Національний склад:
- чуваші — 98 %